# Октябрський (Вавозький район)
Октя́брський (рос. Октябрьский) — присілок (у минулому селище) в Вавозькому районі Удмуртії, Росія.
Населення — 13 осіб (2010; 17 в 2002).
Національний склад (2002):
- росіяни — 65 %
- удмурти — 35 %

Урбаноніми:
- вулиці — Радянська